# Pietro Ferraro (calciatore)
Pietro Ferraro, noto anche come Ferraro I (Sali Vercellese, 17 febbraio 1892 – Vercelli, 18 novembre 1933), è stato un calciatore italiano, di ruolo attaccante.

## Caratteristiche tecniche
Giocava come centravanti.

## Carriera

### Club
Ferraro entrò a far parte della prima squadra della Pro Vercelli nella stagione 1909, come riserva; in quell'anno vinse il suo primo campionato italiano. Nell'annata seguente trovò maggior spazio; nel 1910-1911 segnò almeno 4 reti in Prima Categoria: 1 contro la Juventus, uno contro il Genoa e 2 contro il Torino; la Pro Vercelli vinse nuovamente il campionato. Replicò la vittoria del titolo nel 1911-1912, giocando sicuramente le 2 partite contro il Torino (segnando una rete nella prima di queste, il 26 novembre 1911). Fu titolare nelle vittoriose stagioni 1910-1911, 1911-1912 e 1912-1913.
Ferraro è sepolto nel Cimitero di Asigliano Vercellese nella tomba di famiglia.

## Palmarès

### Club

#### Competizioni nazionali
- Campionato italiano: 4

Pro Vercelli: 1909, 1910-1911, 1911-1912, 1912-1913